# 地球へ2千万マイル
『地球へ2千万マイル』（ちきゅうへ2せんまんマイル、英：20 MILLION MILES TO EARTH）は、1957年に製作されたアメリカ映画。『金星怪獣イーマの襲撃』というテレビ放映時の題名でも知られる。

## ストーリー
イタリア・シシリー島沖に突如飛行物体が落下した。それは13か月前にアメリカが打ち上げた金星探査ロケットだった。居合わせた漁師により乗員のうち2人が救助されるが、1人は既に金星の風土病に罹患していたためにほどなく死に、生存者は隊長のカルダー大佐のみとなってしまう。カルダーが意識を回復するのと前後し、島に滞在していたレオナルド博士の元に少年ペペがロケット騒ぎに紛れて拾った物体を持ち込み、博士はそれが地球の物でないことに気づく。それは、劣悪な環境下で生きる方法を探るためにカルダーたちが持ち帰っていた金星生物の卵だった。
やがて孵化した金星の生命体「イーマ」は、金星と地球との環境の違いにより急速に人間大までに成長する。レオナルドはイーマを動物園に売り渡そうとするが、途中でイーマは逃げ出し、付近の住民を襲い重傷を負わせてしまう。殺処分を主張する現地警察に対してヘリボーン作戦でイーマの捕獲に成功したカルダーたち米軍は、ローマの動物園に収容して記者団に公開する。しかし、その最中に事故で電気系統がショートし、眠っていたイーマは暴れ狂って動物園の巨象との戦いの末、ローマ市街地へ逃走してしまう。ここに至って機甲部隊が出動し、コロセウムに逃げ込んだイーマと対峙する。イーマはコロセウムの岩を投げ付け機甲部隊を圧倒するが、迫撃砲の攻撃を受け追い詰められ、コロセウムの頂上から転落し息絶える。

## キャスト
- ロバート・カルダー大佐（金星遠征隊隊長）：ウィリアム・ホッパー
- マリザ・レオナルド（レオナルドの孫娘・見習い医師）：ジョーン・テイラー
- レオナルド博士（イタリアの生物学者）：フランク・プーリア（英語版）
- ジュドソン・ユール博士（アメリカの生物学者）：ジョン・ザレンバ（英語版）
- マッキントッシュ少将（カルダー大佐の上官）：トーマス・ブラウン・ヘンリー
- 警察署長：ティト・ヴオロ（英語版）
- コンティーノ（イタリア国務省高官）：ジャン・アルヴァン
- シャーマン博士（イーマ研究チームのメンバー）：アーサー・スペース（英語版）
- ペペ（シシリー島漁師の少年）：バート・ブレイヴァーマン（英語版）

## 制作

### 撮影
本作の撮影は1956年9月にイタリア・ローマで行われ、その後10月30日から11月9日にかけてアメリカでも撮影された。ただし、メインキャストの中でローマの撮影に参加したのは主演のウィリアム・ホッパーのみだった。レイ・ハリーハウゼンはヨーロッパへの旅行を熱望していたため、ヨーロッパを舞台とする映画を企画し、結果的に本作のローマ市内ロケで念願を叶えたというエピソードがある。動物園絡みのシーンでは、象に餌をやる客役の俳優が来なかったため、ハリーハウゼンが象にピーナッツをやる客と逃げる群衆の1人を演じている。
ハリーハウゼンはカラー撮影を希望していたが、予算の関係でカラー撮影を断念せざるを得なかった。監督のジュランの死後5年が過ぎた2007年に、ハリーハウゼンはレジェンド・フィルムに依頼してコンピュータ着色処理を行い、公開50周年記念として同年7月31日にカラー版が発売された。
日本では劇場未公開に終わったが、大伴昌司によるビジュアル紹介の功績で、多くのSF映画ファンに知られている。

### 怪物イーマ
本作の怪物「イーマ」の名は「Ymir」と表記し、北欧神話のユミルに由来する。日本では「イーミア」「イミーア」「イーミル」など様々に表記されるほか、「イーマ竜」「金星竜」など独特な呼称も存在するが、アラビアの「アミール(Emir)」と混同されることを懸念したため、劇中では名前は呼ばれていない。「生きる場所（時代）を間違った生命の悲劇」という劇中での役割においては、キングコングのオマージュとなっている。
イーマはゴリラとワニを掛け合わせたような2足歩行生物で、全身にウロコが生えており、手足にそれぞれ3本の指を備え、長い尾を持つ。卵から孵った当初はネコほどの大きさだったが、目に見えるほどの急成長を遂げ、映画の終盤では身長4メートル程に達する。イーマのデザインは「全体的な体型と姿勢」「ブルドッグのような頬」「趾行性の脚部」など、翌年公開の『シンバッド七回目の航海』に登場するサイクロプスと通ずる特徴を持っている（サイクロプスの脚部は、正確には蹄行性）。「体型と姿勢」については、ハリーハウゼンの師匠とも言えるウィリス・オブライエンの代表作である『キング・コング』のそれを強く意識したものである。また、脚部の形状については、着ぐるみのように人間が演じているものではないことを、視覚的にアピールするためのものである。
イーマと戦う象は実際のものより大きく見せるため、本物の象と絡む役者は身長138センチメートルの小柄な役者を起用している。